# Ядрена сила
 Тази статия е за физическото взаимодействие.  За политическото понятие вижте Ядрени сили.  
Ядрената сила е остатъчен ефект от силното ядрено взаимодействие, действащ върху адроните и свързващ протоните и неутроните в атомното ядро. Ядрената сила привлича нуклеоните един към друг при разстояния между техните центрове около един фемтометър (1 fm), но бързо намалява с нарастване на разстоянието над 2,5 fm. При разстояния под 0,7 fm силата става отблъскваща, от което се определят физическите размери на атомното ядро.